# BN Camelopardalis
BN Camelopardalis, är en misstänkt astrometrisk dubbelstjärna i den mellersta delen av stjärnbilden Giraffen. Den har en genomsnittlig skenbar magnitud av ca 5,49 och är svagt synlig för blotta ögat där ljusföroreningar ej förekommer. Baserat på parallax enligt Gaia Data Release 2 på ca 10,5 mas, beräknas den befinna sig på ett avstånd på ca 310 ljusår (ca 95 parsek) från solen. Den rör sig bort från solen med en heliocentrisk radialhastighet på ca 9 km/s.

## Egenskaper
Primärstjärnan BN Camelopardalis är en blå till vit stjärna i huvudserien av spektralklass B9.5 VpSi och är en svagt magnetisk, kemiskt ovanlig stjärna med ett avvikande överskott av kisel. Den har en massa som är ca 3 solmassor, en radie som är ca 3 solradier och har ca 110 gånger solens utstrålning av energi från dess fotosfär vid en effektiv temperatur av ca 11 600 K.

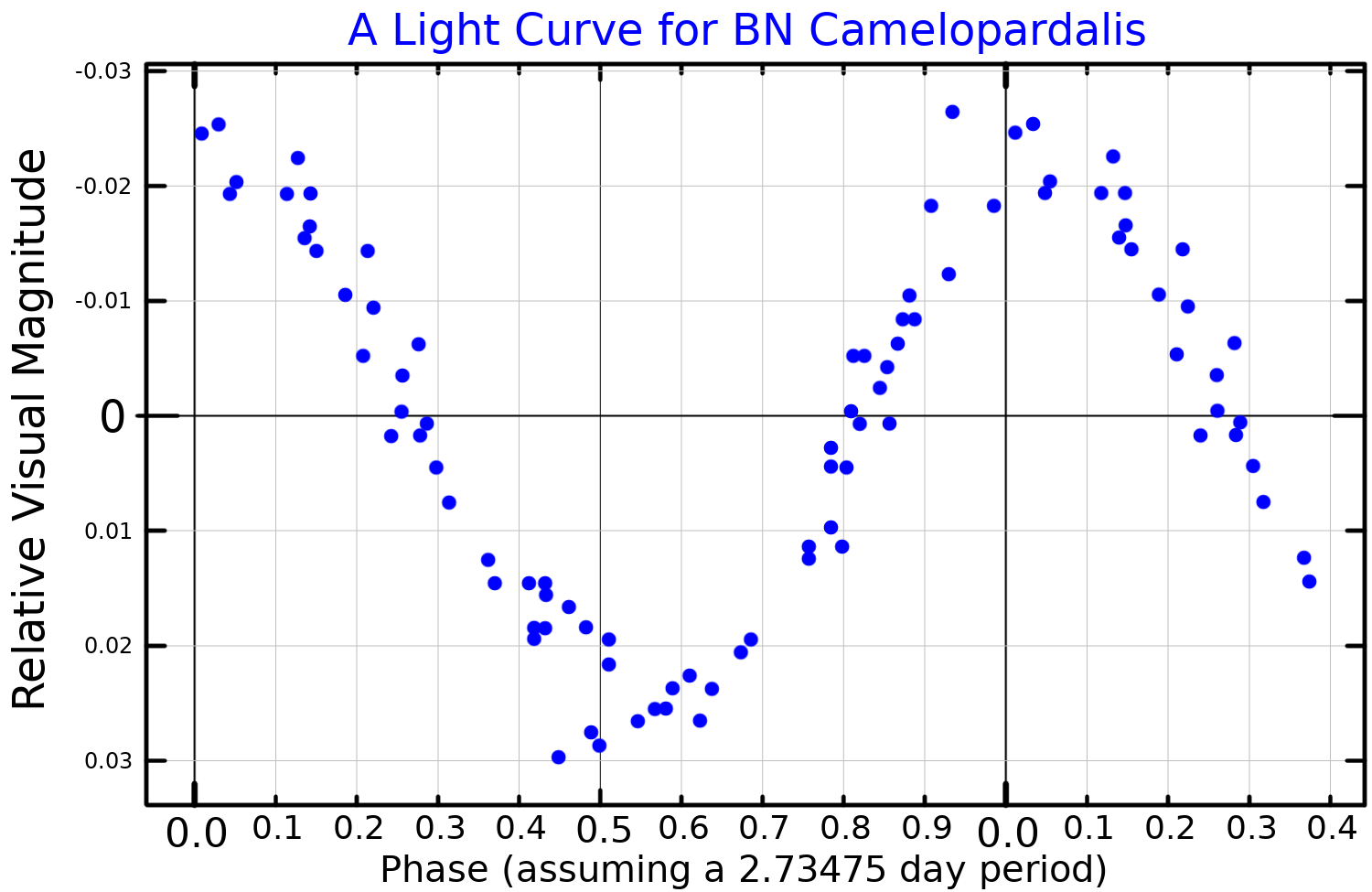
Ljuskurva för BN Camelopardalis i visuella bandet, anpassad från Adelman (1997)

BN Camelopardalis är en variabel stjärna som varierar i luminositet från 5,34 ner till 5,58. Sedan 2017 har den kategoriserats som en Alfa2 Canum Venaticorum-variabel med en period på 2,7347 dygn, medan Adelman och Sutton (2007) observerade en period på 2,73501 dygn.